# قنات کهنه امیرآباد
قنات کهنه امیرآباد مربوط به دوره قاجار است و در شهرستان کیار، بخش مرکزی، روستای امیرآباد واقع شده و این اثر در تاریخ ۱۱ مرداد ۱۳۸۴ با شمارهٔ ثبت ۱۲۴۰۳ به‌عنوان یکی از آثار ملی ایران به ثبت رسیده است.
قنات امیرآباد یکی از قدیمی ترین و بزرگترین قنوات استان چهارمحال و بختیاری است که در شهرستان بروجن واقع شده است. این قنات از روستای امیرآباد شروع می شود و به روستاهای دیگر از جمله : سردشت، گل دشت، گل زرد، گل سفید و گل مهر ادامه می یابد. طول این قنات حدود 15 کیلومتر و عمق آن بین 10 تا 15 متر متغییر است.این قنات در گذشته یکی از منابع آبی مهم برای کشاورزی و زندگی مردم روستا بوده است. اما در حال حاضر بدلیل خشکسالی و کاهش سطح آب های زیرزمینی این قنات کاملا خشک شده است.
- قنات امیر آباد یکی از شاهکارهای فنی از میراث فرهنگی ایران است که نشان دهنده هنر و توانایی انسان در بهره برداری از منابع طبیعی است که نیازمند باززنده سازی می باشد.